# Inni Siegberg
Inkeri Siegberg ou Inni Siegberg, née le 19 décembre 1892 à Hämeenlinna et décédée le 20 avril 1965, est une artiste peintre finlandaise appartenant au Novembergruppe, un groupe d'artistes et d'architectes expressionnistes allemand.

## Biographie
Inkeri Siegberg est la fille d’Hanna Victoria Siegberg, et du conférencier Arthur J. Siegberg,. 
Elle étudie à l'École de dessin de l'Association finlandaise d'art de 1912 à 1915. En 1918, elle se marie avec le peintre finlandais Ragnar Ekelund. Leur union se termine par un divorce dans les années 1930. Elle est la mère de deux garçons Aarno Ragnar et l’architecte Arvid Ekelund,,.

## Carrière artistique
Inkeri Siegberg appartient au mouvement de l'expressionnisme et de l'abstraction. Le développement dynamique de l'art pictural a défini les premières décennies du XXe siècle. Elle est membre du groupe d'artistes Novembergruppe.  
Entre 1914 et 1957, l'artiste peintre participe aux expositions d'artistes finlandais, dont l'exposition sur trois années de l'Académie finlandaise des arts à partir de 1956. Ses œuvres ont été exposées à Moscou en 1917, à Copenhague en 1919, à Stockholm et Oslo en 1929, ou encore à Riga et à Paris en 1935. Elle reçoit une pension d'artiste d'État en 1960,.